# Amtsbezeichnungen der polnischen Zollverwaltung
Folgende Amtsbezeichnungen der polnischen Zollverwaltung existieren im Jahr 2017.

## Korps der Mannschaften der Zoll- und Finanzverwaltung

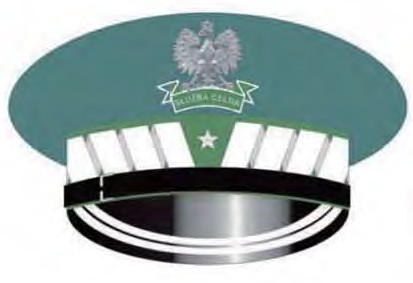
Dienstmütze mit Amtskennzeichen für Nadinspektor celny.

| Amtskennzeichen |                                         |                                                  |
| Amtsbezeichnung | Aplikant celny Zolloberwachtmeister A 3 | Starszy aplikant celny Zollhauptwachtmeister A 4 |

Quellen: 

## Korps der Unteroffiziere der Zoll- und Finanzverwaltung
| Amtskennzeichen |                                                         |                                 |                                             |                                               |                                        |                                                |
| Amtsbezeichnung | Młodszy rewident celny Erster Zollhauptwachtmeister A 5 | Rewident celny Zollsekretär A 6 | Starszy rewident celny Zollobersekretär A 7 | Młodszy rachmistrz celny Zollobersekretär A 7 | Rachmistrz celny Zollhauptsekretär A 8 | Starszy rachmistrz celny Zollamtsinspektor A 9 |

Quellen: 

## Korps der Fähnriche der Zoll- und Finanzverwaltung
| Amtskennzeichen |                                          |                                       |                                         |
| Amtsbezeichnung | Młodszy aspirant celny Zollinspektor A 9 | Aspirant celny Zolloberinspektor A 10 | Starszy aspirant celny Zollamtmann A 11 |

Quellen: 

## Korps der Leutnante und Hauptleute der Zoll- und Finanzverwaltung
| Amtskennzeichen |                                        |                                   |                                      |
| Amtsbezeichnung | Podkomisarz celny Regierungsreferendar | Komisarz celny Regierungsassessor | Nadkomisarz celny Regierungsrat A 13 |

Quellen: 

## Korps der Stabsoffiziere der Zoll- und Finanzverwaltung
| Amtskennzeichen |                                           |                                                 |                                                   |
| Amtsbezeichnung | Podinspektor celny Oberregierungsrat A 14 | Młodszy inspektor celny Regierungsdirektor A 15 | Inspektor celny Leitender Regierungsdirektor A 16 |

Quellen: 

## Korps der Generale der Zoll- und Finanzverwaltung
| Amtskennzeichen |                                 |                                         |
| Amtsbezeichnung | Nadinspektor celny Direktor B 5 | Generał Służby Celnej Präsident B 6/B 9 |

Quellen: 